# Mezquita de al-Qiblatayn
La Mezquita de al-Qiblatayn (en árabe: مسجد القبلتين‎, Masjid al-Qiblatayn, lit. 'Mezquita de las Dos Alquiblas'), también escrita como Masjid al-Qiblatain, es una mezquita en Medina donde los musulmanes creen fue el sitio donde el último profeta islámico, Mahoma, recibió la orden para cambiar la alquibla (dirección de oración) de Jerusalén a La Meca. La mezquita fue construida por Sawad ibn Ghanam ibn Ka'ab durante el año 2 AH (623 d. C.) y es una de las pocas mezquitas en el mundo en haber tenido dos mihrabs (los nichos que indican la alquibla) en direcciones diferentes.
Como parte de una renovación en 1988, durante el reinado del rey Fahd, el antiguo nicho de oración que se dirigía hacia Jerusalén fue removido, y sólo se dejó el mihrab en dirección a La Meca. La mezquita de Qiblatayn se cuenta entre las mezquitas más antiguas que se remontan al tiempo de Mahoma, junto con la Mezquita de Quba y la Mezquita del Profeta, si se tiene en consideración que las Grandes Mezquitas de La Meca y de Jerusalén están asociadas con Profetas más antiguos en el pensamiento islámico.

## Historia
La mezquita es una de las más antiguas de Medina y fue construida por Sawad ibn Ghanam ibn Ka'ab al-Ansari en el año 2 AH (623), y su nombre se remonta a tiempos de Mahoma, cuando sus compañeros le pusieron ese nombre tras un acontecimiento que tuvo lugar el 15 de Shaabán del mismo año, cuando Mahoma recibió una revelación de Alá instruyéndole a tomar la Kaaba como la alquibla durante su oración del mediodía (Dhuhr), en vez de la alquibla de los judíos, que era el Monte de Templo en Jerusalén. Mahoma anunció más tarde esto a sus compañeros en su propia mezquita, tras lo cual la noticia empezó a regarse. Muchos peregrinos que van a La Meca por el Hach suelen visitar Medina, donde algunos visitan esta mezquita debido a su importancia histórica.
En verdad Te vemos, Oh, profeta, girando tu rostro al cielo. Ahora Te haremos girarlo hacia una 'dirección de oración' que te complacerá. Girad pues vuestros rostros hacia la Mezquita Sagrada en La Meca—donde estuviéseis, girad vuestros rostros hacia allí. Aquellos que recibieron las Escrituras ciertamente saben que ésta es la verdad de su Señor. Y Alá nunca ignora lo que hacen. Corán, 2:144 (traducción de Mustafa Khattab)
Un hadiz del Sahih al-Bujari dice:

Y narró Ibn Umar:
Mientras algunos hacían la oración del Fajr en Quba, alguien vino a ellos y les dijo, "Esta noche se han revelado algunos Versos Coránicos al Profeta y ha ordenado girarse hacia la Kaaba (durante las oraciones), así que deberíais vosotros también girar vuestros rostros hacia allí." En ese momento sus rostros se dirigían hacia Shaam (Jerusalén) así que se giraron hacia la Kaaba (en La Meca).

## Arquitectura
La sala de oración principal adopta una rígida geometría y simetría ortogonal que está acentuada por el uso de minaretes gemelos y cúpulas gemelas. Las habitaciones del Imán, el almuecín y el cuidador están agrupadas discretamente en un bloque al occidente de la estructura principal. La diferencia en nivel de la esquina suroccidental del sitio ha sido aprovechada para incorporar un nivel de sub-sótano que sirve como el área de abluciones para los congregantes. Al norte, donde el nivel del suelo es más bajo, la sala de oración está levantada un piso por encima nivel del suelo. La entrada a la sala de oración ocurre desde el patio levantado, también al norte, al que se puede llegar por medio de una serie de escaleras y rampas desde las principales direcciones de llegada. La sala de oración consta de una serie de arcos que soportan bóvedas de cañón que avanzan paralelas a la pared de la alquibla. Estas bóvedas son interrumpidas por dos cúpulas que establecen un eje en dirección a La Meca.
La cúpula principal al sur está levantada sobre un tambor de ventanas de claristorio que permiten que se filtre luz al interior directamente por encima del mihrab. La segunda cúpula, una falsa bóveda, está conectada con la primera por una pequeña bóveda de arista para simbolizar la transición de una alquibla a la otra. Debajo de ella, una réplica del mihrab que se encuentra en la cámara más baja de la Cúpula de la Roca en Jerusalén le recuerda a los visitantes el mihrab existente más antiguo del islam. En el exterior, el vocabulario arquitectónico está inspirado en elementos y motivos tradicionales en un esfuerzo deliberado por ofrecer una imagen de autenticidad para el sitio histórico. La mezquita se encuentra localizada en el noroeste de la ciudad de Medina, sobre el Camino Khalid ibn al-Walid. La mezquita fue inicialmente mantenida por el califa Úmar ibn al-Jattāb. La última renovación premoderna la hizo Solimán el Magnífico, quién reconstruyó la mezquita.

## Galería

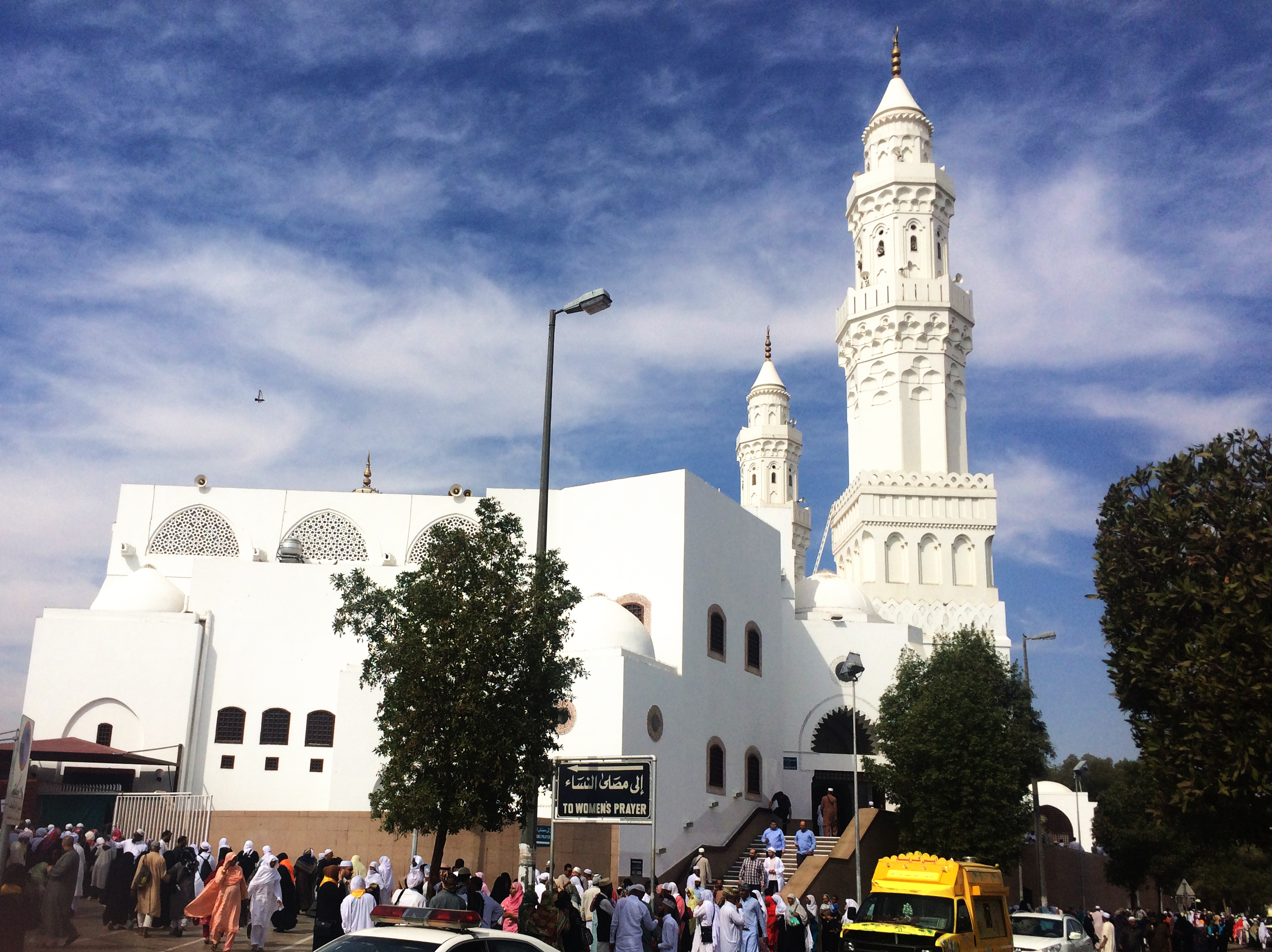
Entrada a la Mezquita
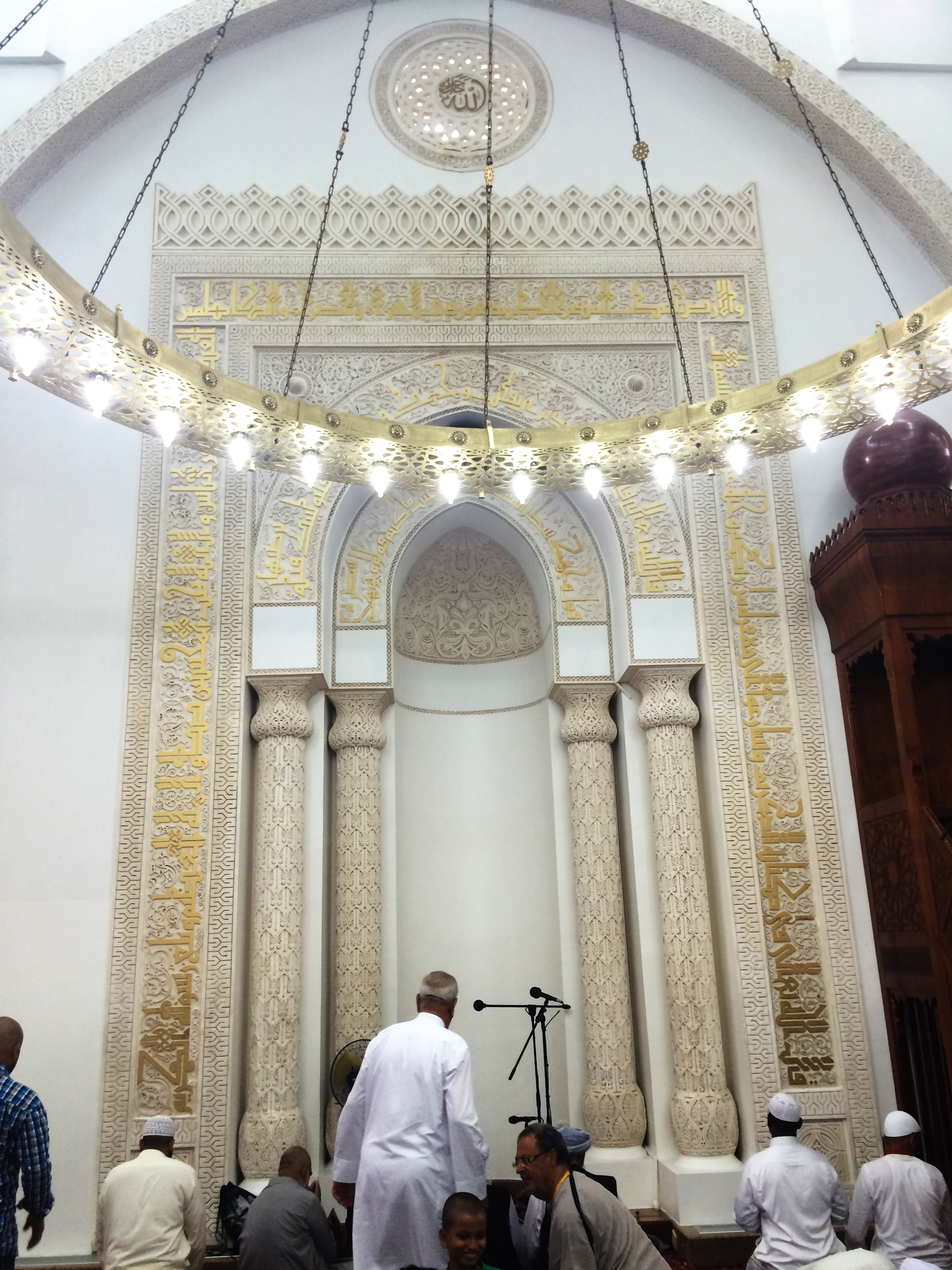
Vista interior del mihrab
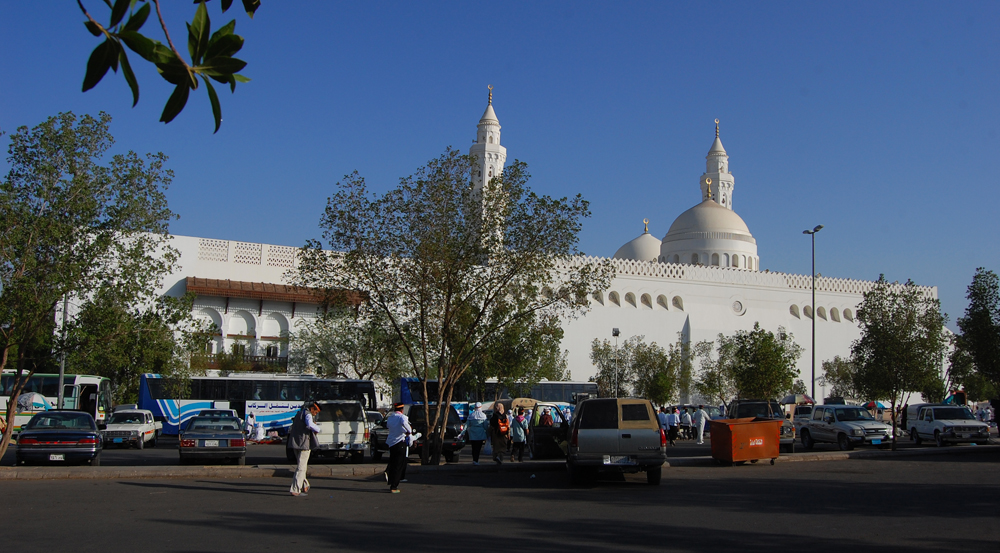
La mezquita vista desde el Camino Khalid ibn al-Walid Road